# Sikken en nat
Sikken en nat er en dansk film fra 1947.
- Manuskriptet er skrevet på grundlag af den amerikanske film One Thrilling Night.
- Instruktion Asbjørn Andersen.

## Handling
Vi befinder os ombord på et stort dampskib, der er på vej hjem til Danmark. Vi sejler ind gennem det smilende og sommerdejlige Øresund, og damperen nikker søfolkene godkendende til den danske kyst, som de i lange tider ikke har set. Oppe i radiokabinen opholder Peter Holm sig, han glæder sig endnu mere end de andre til at komme hjem, for hjemme venter den pige, han elsker, og som han nu er på vej hjem for at blive gift med. Han håber at kunne tilbringe en måneds hvedebrødsdage, inden han skal på søen.

## Medvirkende
Blandt de medvirkende kan nævnes:
- Helge Kjærulff-Schmidt
- Grethe Thordahl
- Henry Nielsen
- Sigurd Langberg
- Jørn Jeppesen
- Else Kourani
- Eigil Reimers
- Miskow Makwarth
- Knud Heglund
- Ingeborg Pehrson
- Alex Suhr
- Poul Müller
- Bjørn Puggaard-Müller